# Macroglossum neotroglodytus
Macroglossum neotroglodytus is een vlinder uit de familie van de pijlstaarten (Sphingidae). De wetenschappelijke naam van de soort werd in 2000 gepubliceerd door Ian Kitching & Cadiou.